# NHK柏崎ラジオ中継放送所
NHK柏崎ラジオ中継放送所（エヌエイチケイかしわざきラジオちゅうけいほうそうしょ）は、新潟県柏崎市に置かれているNHK新潟放送局ラジオ第1放送の中継局である。

## 概要
- 当柏崎ラジオ中継放送所は、柏崎市新赤坂1丁目1番地の柏崎市立第三中学校南隣に置かれ、同市内や刈羽郡及び三島郡などへ電波を発射している。
- なお、ラジオ第2放送は、当地に中継局を置いておらず、高田ラジオ中継放送所などの電波を受信している。
- BSN新潟放送ラジオの中継局については、BSN柏崎放送局を参照のこと。

## 歴史
- 1944年2月11日 - 柏崎臨時放送所として開局。
- 1945年10月26日 - 柏崎中継放送所となり、コールサイン｢JOAK9｣が付与される。
- 1948年7月1日 - 管轄が東京放送センターから新潟放送局へ移管し、コールサイン「JOQZ｣が付与される。
- 1950年6月6日 - コールサイン「JOQZ｣廃止。
- 1989年3月 - 送信施設が、現在地へ移転。

## 送信施設概要
| 放送局名             | 周波数 | 空中線電力 | 放送対象地域 | 放送区域内世帯数 | 開局年月  |
| NHK新潟ラジオ第1放送 | 981kHz | 100W       | 新潟県       | 約3万9千世帯     | 1989年3月 |